# Charles Albert Gobat
Charles Albert Gobat, švicarski pravnik, nobelovec, * 21. maj 1843 Tramelan, Švica, † 16. marec 1914, Bern, Švica. 
Skupaj z Élie Ducommun prejel Nobelovo nagrado za mir leta 1902 za njuno vodstvo Trajnega mednarodnega mirovnega urada. Bil je pomemben šolski politik. 

## Rojstvo in izobrazba
Gobat je bil rojen 21.maja 1843 v Tramelanu v Švici in je sin protestantskega duhovnika in nečak pomembnega misionarja, Samuela Gobata, ki je postal jeruzalemski škof. Študiral je v univerzi v of Baslu, univerzi Heidelberg, bernski in pariški univerzi. Svoj doktorat iz pravnih znanosti, summa cum laude, je dosegel v univerzi Heidelberg leta 1867.

## Kariera v pravu in politiki
Po opravljenem doktoratu je pričel s pravno prakso v Bernu in nadaljeval s predavanjem francoskega civilnega prava v bernski univerzi. Nato je odprl pisarno v Delémontu v bernskem kantonu, ki je postala kmalu vodilne pravna pisarna v svojem okolišu.
Po petnajstletni praksi se je pričel ukvarjati s politiko in izobraževanjem. Leta 1882 je bil imenovan za predstojnika svetovanja javnosti za bernski kanton, to je položaj, ki ga je opravljal naslednjih 30 let. Bil je politično napreden v tematikah izobraževanja in je opravil pomembne izobraževalne reforme v tedanjem šolskem sistemu. Reformiral je sistem šolanja osnovnošolskih učiteljev, pridobil proračunska sredstva, da je tako zmanjšal razmerjem med učiteljem in učencem, podpiral učenje govorjenih jezikov. Razširil je tudi znanje drugače tradicionalno ozkih klasičnih šolskih programov in vpeljal kurikulum, ki je pričel veljati tudi za poklicni in strokovni pouk.
Zelo je bil cenjen zaradi obsežnega in poglobljenega znanja. Njegova študija o Bernski republiki in Franciji med verskimi vojnami iz leta 1891 je bila ugledna, široko pa je bil cenjen zaradi Ljudske zgodovine o Švici, ki je bila izdana leta 1900.

Vpletel se je prav tako v politiko. Bil je izvoljen na mnoge pomembne položaje, pričevši z izvolitvijo v veliki svet Berna leta 1882. Od leta 1884 do 1890 je bil član sveta članic Švice, od leta 1890 pa do njegove smrti 1914 pa je bil član Narodnega sveta, drugega doma zakonodajne oblasti cele Švice. Tako v politiki kot izobraževanju je bil liberalni reformator. Leta 1902 dal podporo kar nekaj zakonom, ki so podpirale načela pogodbene svobode gospodarskim pogodbam. Gobat je leta 1889 delal z Interparlamentarno unijo, ki jo je ustanovil William Randal Cremer, dobitnik Nobelove nagrade za mir iz leta 1903.

## Kasnejša leta
Po smrti Élie Ducommun leta 1906 je Gobat prevzel vodenje Mednarodnega mirovnega urada.
Gobat je umrl 16.marca 1914 v Bernu v Švici. Med sestankom na mirovni konferenci v Bernu, je vstal h govoru, a padel s stola. Umrl je uro za tem.